# Sweeting Cay
Sweeting Cay är en ort i Bahamas.   Den ligger i distriktet East Grand Bahama District, i den norra delen av landet, 180 km norr om huvudstaden Nassau. Sweeting Cay ligger 3 meter över havet och antalet invånare är 483. Den ligger på ön Lightbourn's Cay.
Terrängen runt Sweeting Cay är mycket platt. Havet är nära Sweeting Cay västerut. Runt Sweeting Cay är det ganska glesbefolkat, med 38 invånare per kvadratkilometer.. Det finns inga andra samhällen i närheten. 